# Mortefontaine (Aisne)
Mortefontaine é uma comuna francesa na região administrativa de Altos da França, no departamento de Aisne. Estende-se por uma área de 11,9 km². Em 2010 a comuna tinha 234 habitantes (densidade: 19,7 hab./km²).